# Guptella gilviculus
Guptella gilviculus là một loài tò vò trong họ Ichneumonidae.